# 歌單
歌單，又稱為播放列表，即是播放歌曲的名單，在電台廣播及個人電腦中有不同的含意；亦可以指DVD上的錄像檔案清單，或某些互聯網影片分享網站例如YouTube上的播放列表。通常歌單都可以順序播放或隨機播放。

## 電台
早於1950年代，各地的電台已經開始自製（甚至發佈）最受歡迎歌曲名單，歌單的口味亦可以隨不同的廣播時段而改變，例如晨早時段較為輕快，半夜時段較為舒情等。

## 電腦及互聯網
隨着電腦儲存及播放音樂檔案愈趨普及，大多媒體播放器已加入歌單功能，藉以更加有效地整理及控制這些檔案。使用者可以隨自己的個人喜好，按照歌手的名稱、歌曲的類別，或音樂的年份製定一個或多個歌單，再按心情選播。

### 製作歌單
製作歌單最初是帕凱特（Pachet, F.）和羅伊（Roy,P.）的構思，透過人工智能的約束滿足技術，創建滿足任意的“序列約束”播放列表。自此，多項技術亦得到引入，包括案例推論（Case-based reasoning）。

### 常見格式
以下是部分歌單存檔格式：
- .asx：以XML製成，可以儲存歌單上各項目的多種資訊[6]
- .bio：以文本為基礎的格式
- .fpl：為foobar2000所採用
- .kpl：以XML製成，改善加載時間
- .m3u：以文本為基礎的格式，頗為普及
- .pla：為三星及Winamp所採用，二進制
- .aimppl、.plc：為AIMP所採用
- .pls：與.ini類似的格式
- .smil：獲萬維網聯盟推薦的格式；亦支援視頻和屏幕佈局檔案，在數位標牌中使用[7]
- .vlc：為VLC多媒體播放器所採用[8]
- .wpl：為微軟Windows Media Player9-12版本所採用[6]
- .xspf：以XML製成，可供分享[9]
- .zpl：為Zune可攜式媒體播放器所採用